# Cyrille Monnerais

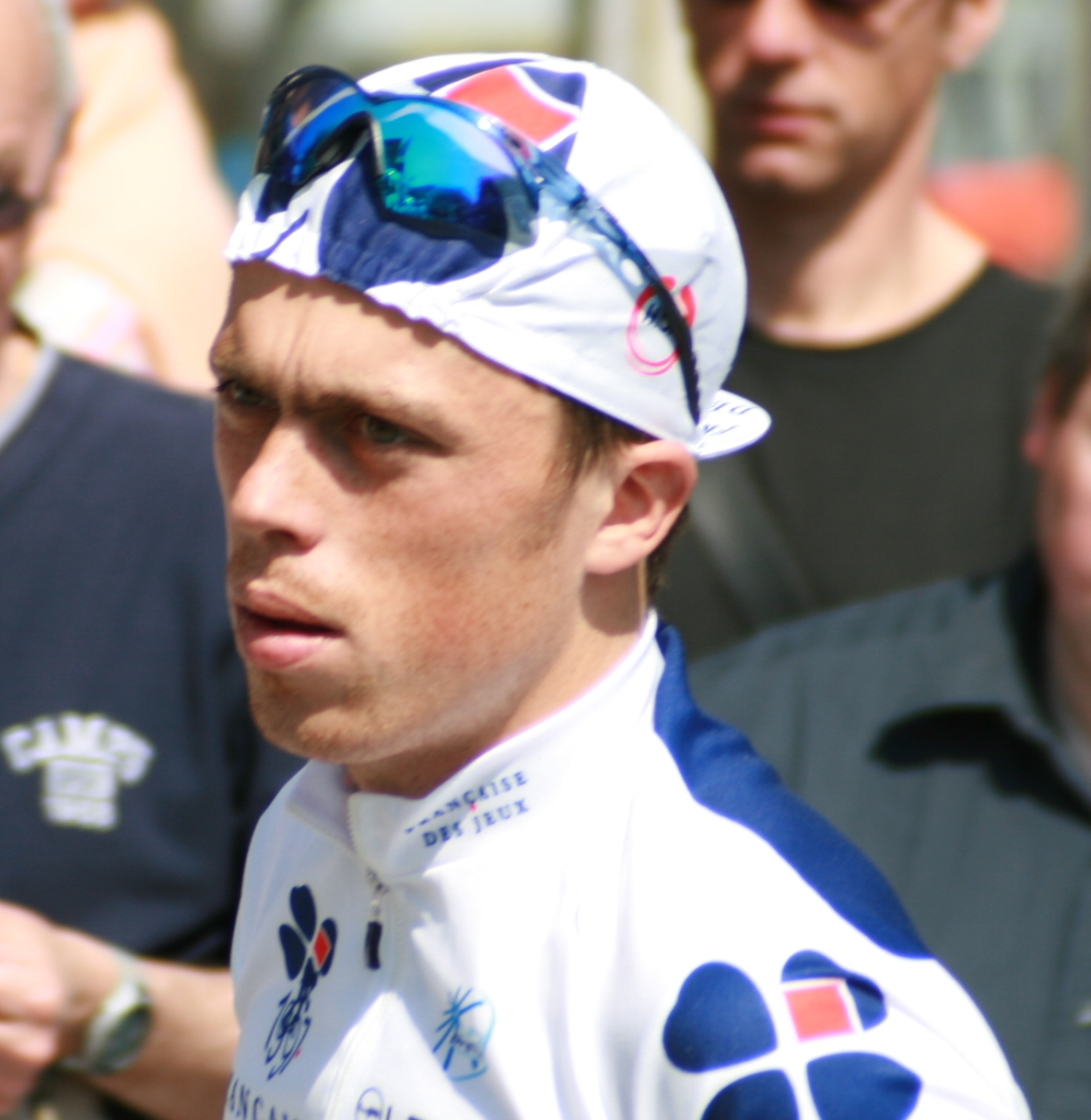
Cyrille Monnerais

Cyrille Monnerais (* 24. August 1983 in Malestroit, Département Morbihan) ist ein ehemaliger französischer Radrennfahrer.
Cyrille Monnerais gewann 2004 das Etappenrennen Kreiz Breizh Elites und erhielt ab der Saison 2005 einen Vertrag beim französischen ProTeam La Française des Jeux. Bei der Tour de l’Avenir 2006 wurde er auf der ersten Etappe Zweiter und sicherte sich nach der nächsten Etappe für zwei Tage das Führungstrikot. Für das Team bestritt er dreimal den Giro d’Italia und einmal die Vuelta a España, wobei er den Giro zweimal auf hinteren Plätzen beendete. Monnerais wechselte 2009 zum Continental Team Bretagne-Schuller und beendete dort am Saisonende seine Karriere.

## Erfolge
2004
- Gesamtwertung und eine Etappe Kreiz Breizh Elites

## Teams
- 2005–2008 La Française des Jeux
- 2009 Bretagne-Schuller